# Collema pustulatum
Collema pustulatum är en lavart som beskrevs av Ach. Collema pustulatum ingår i släktet Collema och familjen Collemataceae.   Inga underarter finns listade i Catalogue of Life.